# Джанибеков, Владимир Александрович

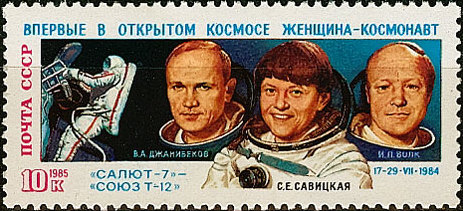
Владимир Джанибеков, Светлана Савицкая и Игорь Волк на марке Почты СССР, 1985

Влади́мир Алекса́ндрович Джанибе́ков (род. 13 мая 1942, посёлок Искандер, Южно-Казахстанская область, Казахская ССР, СССР) — лётчик-космонавт СССР (1978), дважды Герой Советского Союза (1978, 1981), генерал-майор авиации (1985). Общая продолжительность полётов — 145 суток 15 часов 58 минут 35 секунд. Общая продолжительность 2 выходов в открытый космос — 8 часов 34 минуты. Командир корабля во всех пяти своих полётах (по состоянию на 2015 год за 30 лет этот рекорд лишь однажды повторён, но не превзойдён).

## Биография
Родился 13 мая 1942 года в селе Искандер Бостандыкского района Южно-Казахстанской области Казахской ССР (ныне посёлок городского типа Бостанлыкского района Ташкентской области Республики Узбекистан) в семье служащего Александра Крысина (потом, женившись, Владимир Александрович взял фамилию супруги Лилии Джанибековой).
В 1960 году окончил Ташкентское суворовское военное училище. Не пройдя по конкурсу в Рижское Краснознамённое высшее инженерно-авиационное военное училище имени Ленинского комсомола, поступил на физический факультет Ленинградского государственного университета, но через год, выдержав вступительные экзамены в Ейское высшее военное авиационное училище лётчиков, стал курсантом. По окончании училища в 1965 году служил лётчиком-инструктором в ВВС СССР.
С 1970 года — в отряде космонавтов. Прошёл полный курс общекосмической подготовки и подготовки к космическим полётам на КК типа «Союз» и ОС типа «Салют».
30 апреля 1974 года был назначен космонавтом 3-го отдела программы ЭПАС 1-го управления.
Самый опытный космонавт СССР, совершивший наибольшее число космических полётов — пять, причём все в качестве командира корабля. Это непревзойдённый пока мировой рекорд. Даже летавшие 6 и 7 раз астронавты и космонавты этот рекорд не превзошли, а повторили: Джеймс Уэзерби и Юрий Маленченко, оба в шестом полёте, поскольку выполнили по одному полёту, в котором они не были командирами. Большее число полётов среди отечественных космонавтов (6) совершили только Сергей Крикалёв и Юрий Маленченко, но уже в России, а не в СССР.
Первый полёт на корабле «Союз-27» (командир корабля) и орбитальной станции «Салют-6» (10—16 января 1978 года). Продолжительность полёта 5 суток 23 часа.
Второй полёт на корабле «Союз-39» и орбитальной станции «Салют-6» (22—30 марта 1981 года).
Третий полёт на корабле «Союз Т-6» и орбитальной станции «Салют-7» (24 июня — 2 июля 1982 года).
Четвёртый полёт в качестве командира корабля на корабле «Союз Т-12» и орбитальной станции «Салют-7» (17—29 июля 1984 года). Пребывание в открытом космосе 3 часа 35 мин.
Пятый полёт в качестве командира на корабле «Союз Т-13» и орбитальной станции «Салют-7» (6 июня — 26 сентября 1985 года). Продолжительность полёта 115 суток.
После сбоя основного оборудования командной радиолинии, сбоя по питанию и выдачи неверных команд из ЦУПа станция «Салют-7» перешла в полностью неуправляемый полёт. Для восстановления контроля над станцией была отправлена экспедиция на модифицированном под эти цели корабле «Союз Т-13» в составе Джанибекова и Савиных. С корабля демонтировали систему автоматической стыковки и кресло третьего космонавта, были улучшены средства визуального наблюдения для осуществления ручной стыковки: на иллюминатор справа от командира корабля установили лазерный дальномер и прибор ночного видения, размещены дополнительные запасы воды, питания и кислорода. Подвод корабля к станции был осуществлён при участии наземных и космических средств системы ПРО, что доказало, в том числе, принципиальную возможность взаимодействия с любыми космическими объектами.
В ходе полёта им был случайно обнаружен эффект вращения тела, закрученного вокруг оси со средним моментом инерции. «Эффект Джанибекова» не явился открытием, а стал лишь демонстрацией, которая наиболее эффектна в условиях невесомости (сложное вращение впервые было математически описано в теореме вращения Эйлера в 1775 году).
За успешное выполнение задач этого полёта Джанибеков награждён орденом Ленина (бортинженер В. Савиных — второй «Золотой Звездой»). 27 сентября 1985 ему присвоено звание генерал-майора.
С 1985 по 1988 год — командир отряда космонавтов Центра подготовки космонавтов имени Ю. А. Гагарина.
С 1988 по 1997 год — начальник Управления теоретической и научно-исследовательской подготовки Центра подготовки космонавтов имени Ю. А. Гагарина.
С ноября 1970 по 1991 год — член КПСС.
На выборах Государственной думы 1995 года возглавлял (вместе с Ириной Хакамадой и Роланом Быковым) избирательный блок «Общее дело».
С 1 мая 1997 года В. А. Джанибеков по совместительству состоит профессором-консультантом кафедры космической физики и экологии радиофизического факультета Томского государственного университета, 27 апреля 2011 года ему присвоено звание «Почётный доктор ТГУ».
После выполнения второго полёта в космос и награждения Владимира Джанибекова второй звездой Героя Советского Союза в центре Ташкента на проспекте Космонавтов в 1984 году был установлен бюст лётчика-космонавта.
Член Союза художников СССР. Является автором эскизов для советских (№ 5007, 5008, 5109, 5110 по каталогу почтовых марок СССР) и американских почтовых марок.
В 1991—1994 годах в составе американо-российского экипажа участвовал в нескольких попытках совершить кругосветный беспосадочный перелёт на воздушном шаре. В США прошёл необходимую подготовку и сдал экзамены на сертификат пилота аппаратов легче воздуха с допуском к испытательным полётам. На различных летательных аппаратах этого типа налетал около 100 часов.
В. А. Джанибеков является автором концепции и дизайна нескольких моделей наручных часов, выпущенных ограниченной серией.
Председатель Попечительского совета «Общества дружбы с Непалом».
Президент Ассоциации музеев космонавтики России (2010).

## Семья
- Отец — Александр Архипович Крысин (06.11.1917 — декабрь 2020), работал в пожарной охране НКВД, МВД, ПВО, подполковник запаса[10].
- Мать — Евдокия Фёдоровна Крысина (Четверткова) (15.02.1915 — июнь 1997), медсестра.
  - Брат — Александр Александрович Крысин (01.07.1944 — 16.08.2000), прораб СМУ, сменный дежурный ТЭЦ в Невинномысске.
- Первая жена — Лилия Мунировна Джанибекова (род. 02.10.1942), внучка этнографа Абдул-Хамида Джанибекова — преподаватель музыки в школе Звёздного городка.
  - Дочь от первого брака — Инна Владимировна Джанибекова (род. 21.04.1969), биолог, кандидат биологических наук.
    - Внучка — Александра Дмитриевна Джанибекова (2005).

  - Дочь от первого брака — Ольга Владимировна Джанибекова (род. 15.05.1974), художник-дизайнер.
    - Внучка — Элина Эдуардовна Джанибекова (1999).
    - Внук — Даниэль Эдуардович Джанибеков (2004).
    - Внучка — Елена Эдуардовна Джанибекова (2007).
    - Внучка — Амелия Эдуардовна Джанибекова (2014).
- Вторая жена — Татьяна Алексеевна Геворкян (род. 22.10.1956), заведующая научно-экспозиционным отделом Мемориального музея космонавтики, заслуженный работник культуры РФ.

## Воинские звания
- Лейтенант (29.10.1965).
- Старший лейтенант (5.11.1967).
- Капитан (6.11.1969).
- Майор (8.12.1972).
- Подполковник (1.08.1975).
- Полковник (24.01.1978).
- Генерал-майор авиации (27.09.1985)

## Награды и почётные звания

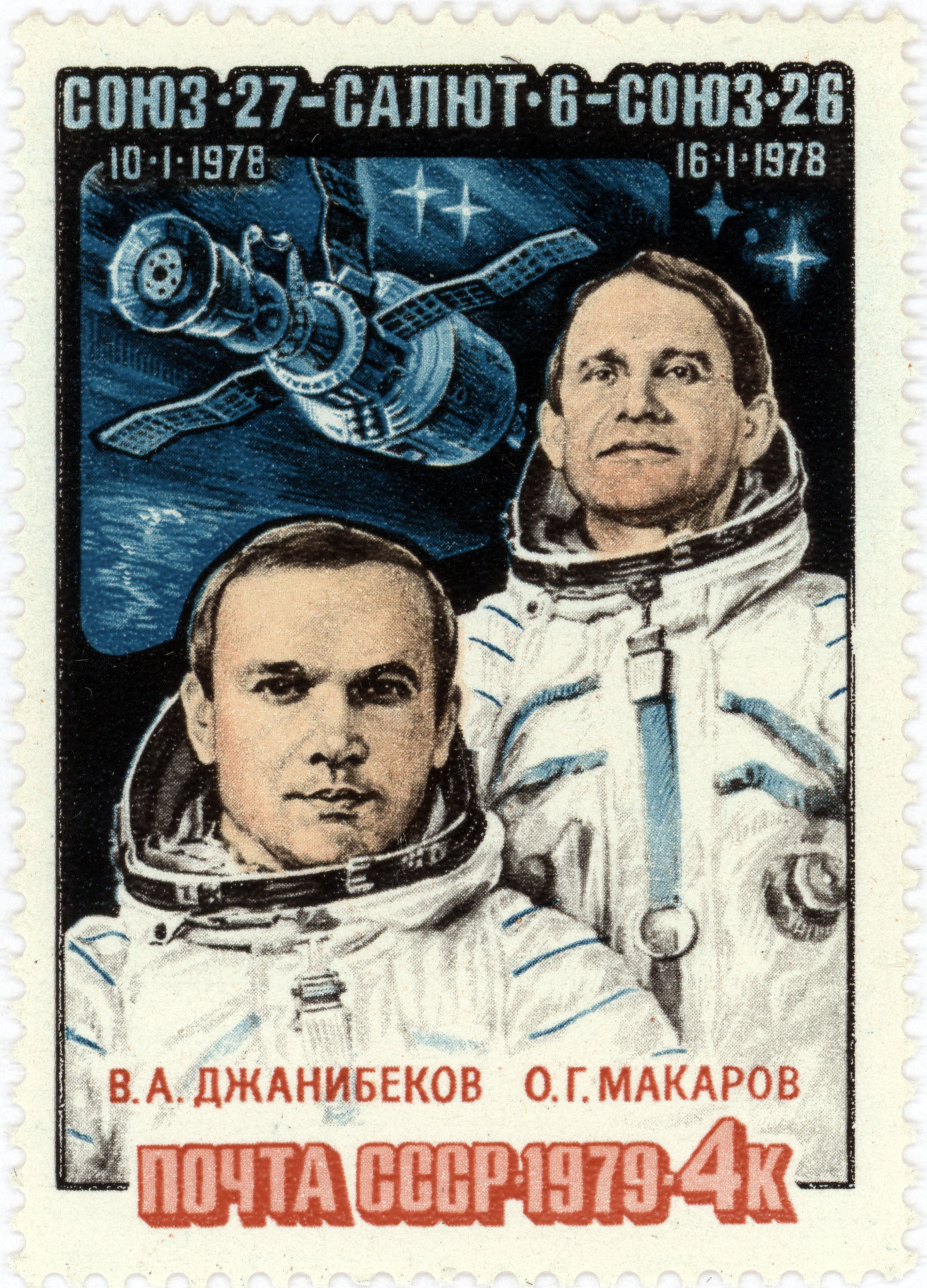
Марка СССР «Полёт космонавтов В. А. Джанибекова и О. Г. Макарова на космическом комплексе „Союз-27“ — „Салют-6“ — „Союз-26“» (1979, 4 копейки, ЦФА № 4972, Скотт № 4758)

- Дважды Герой Советского Союза (16 марта 1978, 30 марта 1981).
- Орден Дружбы (9 апреля 1996 года) — «за подготовку и завершение первого этапа российско-американского сотрудничества в области пилотируемых космических полётов по программе „Мир-Шаттл“».
- Пять орденов Ленина (16 марта 1978, 30 марта 1981, 02 июля 1982, 29 июля 1984, 26 сентября 1985).
- Орден Красной Звезды (15 января 1976).
- Орден «За службу Родине в Вооружённых Силах СССР» III степени.
- Золотая медаль имени К. Э. Циолковского АН СССР (1987)[11]
- Медаль «За заслуги в освоении космоса» (12 апреля 2011 года) — за большие заслуги в области исследования, освоения и использования космического пространства, многолетнюю добросовестную работу, активную общественную деятельность[12].
- Медаль Алексея Леонова (Кемеровская область, 2015) — за совершённый в 1984 году выход в открытый космос[13].
- Медали.
- Герой Монгольской Народной Республики (1981).
- Орден Сухэ-Батора (МНР, 1981).
- Командор Ордена Почётного легиона (Франция, 1982).
- Орден Государственного Знамени ВНР (ВНР, 1980).
- Орден «Дустлик» (Узбекистан, 2022)[14].
- Лауреат Государственных премий СССР и Украинской ССР (1984).
- Заслуженный работник МВД
- Почётный гражданин городов: Гагарин, Калуга, Черкесск (Россия); Аркалык, Жезказган, Ленинск (Казахстан); Газалкент, Чирчик (Узбекистан); Хьюстон (США), Улан-Батор (Монголия).
- Именем В. Джанибекова названа малая планета № 3170.
- Именем В. А. Джанибекова также названа средняя школа № 3, города Ширин, Республика Узбекистан
- Его имя носит муниципальная общеобразовательная школа № 13 в г. Щёлково.